# Lomaptera gressitti
Lomaptera gressitti är en skalbaggsart som beskrevs av Rigout 1997. Lomaptera gressitti ingår i släktet Lomaptera och familjen Cetoniidae. Inga underarter finns listade i Catalogue of Life.